# Vaporeformage
Le vaporeformage ou reformage à la vapeur est un procédé de production de gaz de synthèse (syngas) riche en hydrogène. Cette réaction d'hydrocarbures, principalement du méthane, en présence de vapeur d'eau (par vaporeformage du méthane) est fortement endothermique. Ce procédé est très répandu, notamment pour la production du syngas précurseur de l'ammoniac (procédé Haber-Bosch), celui précurseur de la production du méthanol, la production de l'acide chlorhydrique (hydrochloride), le procédé Fischer Tropsch et autres.

## Réactions chimiques
La réaction générale du vaporeformage s'écrit :
(1)           CnH2n+2 + nH2O → nCO + (2n+1)H2
Exemple avec n = 1 : CH4 + H2O → CO + 3H2. La réaction inverse s'appelle la méthanation. 
On observe également une autre réaction nommée réaction du gaz à l'eau (water gas shift) :
(2)           CO + H2O → CO2 + H2
D'autres réactions sont également observées :
(3)           CH4 → C(coke) + 2H2
(4)           CH4 + CO2 → 2CO + 2H2
(5)           2CO → C(coke) + CO2
Dans le cas du reformage autothermique du méthane, les réactions suivantes se produisent également :
(6)           2CH4 + O2 → 2CO + 4H2
(7)           CH4 + 2O2 → CO2 + 2H2O
(8)           2CO + O2 → 2CO2
(9)           2H2 + O2 → 2H2O

## Sécurité et risques environnementaux
Ce procédé a le gros inconvénient de produire du monoxyde de carbone, du dioxyde de carbone et des oxydes d'azote (NOx) qui sont des gaz à effet de serre. D'autres inconvénients proviennent de l’emploi de gaz fortement explosifs (dihydrogène), de gaz hautement toxiques (monoxyde de carbone), des conditions réactionnelles sévères qui entraînent de la corrosion des installations.  
Un autre défi concerne le rendement énergétique. Les réactions (1), (2), (3), (4) (5) ont des enthalpies standards de 206 kJ/mol (avec n=1), −41 kJ/mol, 247 kJ/mol, 75 kJ/mol et −173 kJ/mol. Les réactions (1) et (4) sont les seules recherchées car elles produisent les molécules d’intérêt pour les procédés en aval.

## Conditions réactionnelles typiques
Après la purification du gaz naturel, de la vapeur d'eau et du dioxyde de carbone y sont ajoutés. Deux ratios importants sont à surveiller : le ratio méthane-eau et le ratio eau-dioxyde de carbone. Selon le principe de Le Chatelier, la présence d'eau va favoriser le déplacement de l’équilibre des équations (1) et (2) vers la droite tandis que la présence de dioxyde de carbone va déplacer l'équilibre des équations (2) et (5) vers la gauche et (4) vers la droite. Ces modifications ont pour but de maximiser la quantité de CO et de H2 produite par mole de méthane.
Le mélange réactionnel est ensuite injecté à haute température (780 à 1 223 K) et haute pression (17-33 bar) dans un réacteur fourneau composé de 500-600 tubes de 70-130 mm de diamètre et 7-12 m de longueur rempli d'un catalyseur métallique (nickel et oxyde  de nickel). Dans ces conditions, la conversion est supérieure à 90 %.

## Cas du reformage à la vapeur autothermique
Pour maximiser l’efficacité énergétique, le reste du méthane et du monoxyde de carbone peut être oxydé par l'oxygène (réactions (6) (7) (8) (9)). Dans le cas du procédé Haber-Bosch, le reformage autothermique suit le reformage à la vapeur classique. Il existe plusieurs avantages à cette technique :
- les oxydes de carbone empoisonnent les catalyseurs ferreux employés pour la synthèse de l'ammoniac et doivent donc être éliminés. Le monoxyde de carbone étant plus difficile à éliminer, il est converti en dioxyde de carbone ;
- la production du diazote, qui est la source d'azote pour le procédé Haber-Bosch, entraîne des coûts car l'oxygène de l'air doit être éliminé. Ici, il est éliminé en maximisant la production d'énergie et en augmentant le rendement ;
- la pression/température du reformage à la vapeur typique peut être réduit sans réduire le rendement en dihydrogène ;
- à la suite de l'extraction des oxydes de carbone, un mélange 3-1 d'hydrogène et d'azote est obtenu à partir du gaz naturel et de l'air[3], ce qui entraîne une intensification du procédé.

## Emploi du transport membranaire (ion transport membrane)
Le reformage autothermique est un procédé :
- en théorie dangereux à cause de l'ajout d'oxygène à un mélange explosif ;
- peu viable économiquement à cause des coûts reliés à la purification cryogénique de l'air pour en obtenir l'oxygène.

Une façon de faire développée par la compagnie Air Products and Chemicals consiste à employer des membranes céramiques avancées dans le but de réduire la consommation énergétique de la production d'oxygène. Ce procédé est actuellement employé dans une usine pilote. Une réduction du coût en capital de la production du syngas par reformage autothermique de 30 % est anticipé.